# Róbert Cey-Bert
 (février 2022).
 (février 2022).
Le contenu est difficilement compréhensible vu les erreurs de traduction, qui sont peut-être dues à l'utilisation d'un logiciel de traduction automatique.
Dans le nom hongrois Cey-Bert Róbert, le nom de famille précède le prénom, mais cet article utilise l’ordre habituel en français Róbert Cey-Bert, où le prénom précède le nom.
Róbert Gyula Cey-Bert, né le 5 juillet 1938, est un écrivain, psychosociologue, et historien de l'alimentation.

## Premières années, études

### Origine familiale
Cey-Bert naît à Bárdudvarnok, en Hongrie, le 5 juillet 1938. Ses ancêtres étaient propriétaires, exploitants meuniers de moulins à eau situés au sud du département de Somogy, dans les régions de Barcs, Babócsa, Vízvár, Csurgó, Rinyaszentkirály et Lábod. Son père était le dernier représentant de la dynastie séculaire des meuniers du moulin à eau. En 1949, son moulin fut confisqué et fermé par le régime communiste.

### Études
Après avoir terminé l'école primaire, il a commencé ses études secondaires au lycée Táncsics Mihály gimnázium, à Kaposvár. Parallèlement à ses études, il était excellent sportif (football et athlétisme : champion junior en 800 m).

### 1956, la révolution et la guerre d’indépendance hongroise
À la nouvelle du déclenchement de la révolution le 25 octobre, il rejoint les révolutionnaires de Corvin köz, dirigés par Gergely Pongrátz à Budapest. Après la chute de Budapest, il parvient à retourner à Kaposvár. Dans plusieurs classes de son école secondaire, il raconte à ses professeurs et ses camarades les luttes et les journées révolutionnaires qu'il a vécues à Pest. Il est devenu de notoriété publique; dans la ville, qu'il ait participé activement aux luttes armées à Pest. Ses professeurs l'ont averti que l'ÁVO se réorganisait et que s'il voulait survivre, il devrait fuir et quitter le pays.
Le 21 novembre, il s’est réfugié en Autriche et il a poursuivi ses études secondaires au lycée Ungarisches Realgimnazium, à Kammer am Attersee.
Après avoir obtenu le baccalauréat en 1958, il s’est rendu en Suisse pour poursuivre des études à l’Université de Genève entre 1958 et 1965. À cette époque, environ 120 étudiants réfugiés hongrois poursuivaient des études universitaires à Genève. En 1960, il fut élu président de la Communauté des Étudiants Hongrois de l’Université de Genève. En 1962, il obtint une licence en commerce à la Faculté des sciences économiques et sociales de l'Université de Genève. Par la suite, il prépara une thèse de doctorat Psychosociologie des cuisines nationales et des civilisations gastronomiques sous la direction de Jean Cazeneuve, professeur à l’Université de Sorbonne à Paris. Il défendu finalement  sa thèse à l’Université de Genève, chez le professeur Robert Girod,.

## Carrière

### Genève
Il s’est marié en 1966 et, la même année, il a fondé à Genève l'Institut de recherches de Motivation et de Communication,.
Son Institut s’est spécialisé dans la recherche de la psychologie de publicité et de marketing, dans le domaine de l’alimentation, de l’hôtellerie, de la restauration, des voyages aériens, des loisirs et des produits de luxe.
Après cinq années de recherche en Allemagne, en Autriche, en Belgique, en France, aux Pays-Bas et en Suisse, son étude sur les nouvelles tendances alimentaires a été largement saluée,,.
À partir de 1972, il a développé des relations personnelles étroites avec le cardinal Mindszenty qui vivait en exil à Vienne. Il a soutenu les activités du cardinal et, à sa demande, il a participé à la rédaction d’un livre sur le premier roi canonisé de Hongrie, saint Étienne,.

### Extrême-Orient
À partir de 1981, il s’est installé en Extrême-Orient, où il a fondé l’institut de recherches Gastronomy Research International dont l’activité s’est concentrée sur l’élaboration de stratégies de promotions gastronomiques des hôtels de luxe et des compagnies aériennes au Japon, à Hong Kong, en Thaïlande et à Singapour.
Parallèlement, il a conduit des recherches fondamentales sur l’évolution historiques de la gastronomie en développant la théorie de la différenciation culturelle de la civilisation gastronomique orientale et occidentale. Grâce à ses recherches sur la sémantique dionysiaque de la signification culturelle du vin, il fut admis à l’Académie Internationale du Vin en 1973.
Entre 1981 et 1996, il a organisé d'importants Symposiums et Congrès internationaux touchant la gastronomie:
- Symposium International sur l’harmonisation des cuisines chinoises et des vins français – Hong Kong, Guandong, Pékin (1981)

- Symposium sur la stratégie gastronomique de la Nouvelle Cuisine française avec Henri Gault – Bangkok, The Oriental (1981)

- Symposium International sur l’harmonisation des cuisines japonaises et des vins français avec Shizuo Tsuji – Osaka (1982)

- Symposium sur l’harmonisation des chocolats et des vins avec Alain Senderens – Paris (1983)
- Conseil Mondial de la Gastronomie / World Gastronomic Council - Mandarin Oriental, Bangkok (1984) : Présidé par Henry Gault (Président), Róbert Gyula Cey-Bert (Secrétaire général), Paul Bocuse, Thanadsri Svasti, Hiroyuki Yamagata, Willie Mark et Mercedes Giralt[16],[17]. L'organisation a été fondée par certaines des plus grandes personnalités gastronomiques du monde, dans le but de défendre les cuisines nationales et régionales, et d'organiser des événements culturels, commerciaux et techniques[18].
- Symposium sur l’harmonisation des cuisines italiennes et des vins avec Federico d’Amato – Rome (1985)
- Symposium sur l’harmonisation de la cuisine thaïlandaise et des vins – Bangkok (1988)
- Premier congrès du Conseil Mondial de la Gastronomie - Mexico (1989). Président : Henry Gault. Secrétaire général : Róbert Cey-Bert.
- Deuxième congrès du Conseil Mondial de la Gastronomie[19] - Mexico (1996). Président : Róbert Cey-Bert. Vice-Président : Enrique Figueroa. Secrétaire Général : Mercedes Giralt[20],[21],[22].

Cey-Bert a donc été élu secrétaire général du Conseil Mondial de la Gastronomie à Bangkok en 1984 et président du Conseil Mondial de la Gastronomie à Mexico en 1996.
Parallèlement à ses activités gastronomiques, il a conduit des recherches sur les religions chamanistes des tribus montagnards vivant dans les jungles de Myanmar et de Laos (chamanisme et animisme).
Pour approfondir ses connaissances des grandes religions orientales, il s’est fait ordonner moine bouddhiste en Thaïlande (Bangkok, monastère de Bovarnives) et moine shintoïste au Japon (Kyoto, Heian Jinja).
Parallèlement, il a conduit des investigations approfondies en Mongolie-Intérieure, au Tibet, en Chine dans la région des Monts Altaï et de Tien Shan sur l’histoire des peuples de la culture équestrienne,.

### Ambassadeur de peuple Karen
Lors de ses voyages au Myanmar, il a fait la connaissance des dirigeants du peuple Karen, qui l’ont nommé ambassadeur international pour les représenter auprès des organisations internationales.
En 199,3 il a réussi à les faire admettre au sein de l’UNPO, l’Organisation des nations et des peuples non représentés aux Nations Unies,,.

### Retour en Hongrie
En 1993, il a fondé l’Académie du Vin de Hongrie et il a organisé le premier Festival du Vin de Budapest.
En 1996, il est retourné en Hongrie et il a fondé l’institut de recherches Cey-Bert Kutató Intézet. Il est devenu conseiller des grands hôtels, des restaurants, des viticulteurs.
À partir de 2000, il a enseigné la gastronomie et la restauration à l'Université de Kodolányi pendant six ans.
À partir de 2021, il est conseiller principal de l’institut des études hongroises Magyarságkutató Intézet.
Il est membre de l'Académie internationale du vin et de l'Académie hongroise du vin,, ancien président honoraire de la Fédération mondiale de la gastronomie,.
Lors de sa carrière, il a publié un grand nombre de livres en français, en anglais, en allemand, en turc et en hongrois.

## Famille
Il s'est marié en 1966. Il a eu deux enfants, Tünde (1966) et Tibor (1968).
Cey-bert a cinq petits-enfants : les filles de sa fille, Csenge (1998), Szinta (2000) et Tenke (2004), ainsi que les fils de son fils, Turul (2006) et Timur (2008).
Il est devenu veuf en 1981. Il s'est remarié en 2006, sa femme Dr Éva Németh est neurologue à l’Hôpital de Siófok.
Il vit à Siófok et dans son manoir rénové à Bárdudvarnok.

## Prix et distinctions
- Ordre du Mérite hongrois[41]
- Croix de Chevalier de l'Ordre de St Lazarita
- Diplôme d'or du Symposium international de la cuisine chinoise et des vins français (Hong Kong)
- Prix du sommet des grandes puissances culinaires (Bangkok)
- Prix de la Fédération mondiale de la gastronomie (Mexico)
- Citoyen d'honneur de Bárdudvarnok
- Prix de Pro Comitatu Somogy
- Prix de Pesti Srác 1956

## Livres, romans et poésies
(février 2022).

### Vin et gastronomie
- New pattern of food preferencies. IRCM, Genève 1972
- Nouvelle orientation alimentaire. IRCM, 1972
- Promotion gastronomique des compagnies aériennes. IRCM, Genève 1975
- Airlines gastronomic promotion. IRCM, Genève 1975
- Changement d’attitude des consommateurs envers le vin. IRCM, Genève 1977
- Yin-Yang mystery of the Chinese Gastronomy. HTA, Hong Kong 1985
- Taste harmony of the Thai cuisine. TAT, Bangkok 1987
- Magyar borok és ételek harmonizációja. Paginárum, Budapest 1999
- Das Hormonieren von ungarischen Weinen und Speisen. Paginárum, Budapest 2000[42]
- Balatoni borgasztronómia. Paginárum, Budapest 2000
- A bor vallása. Szigtim, Budapest 2000
- Balaton Wine Gastronomy. Paginárum, Budapest 2000
- Tokaji borgasztronómia. Paginárum, Budapest 2001
- Tokajer Weingastronomie. Paginárum, Budapest 2001[43]
- Harmony in Hungarian Food and Wine. Paginárum, Budapest 2001
- A magyar konyha ízei. Paginárum, Budapest 2002
- Japán konyha - Az Istenek világa. Paginárum, Budapest 2002
- A kínai konyha. Az erotika és a jin-jang filozófia titokzatos világa. Paginárum, Budapest 2002
- Hungaricum borgasztronómia. Paginárum, Budapest 2003
- A thai konyha, az ízek paradicsoma. Paginárum, Budapest 2003
- Hunok és magyarok konyhája. Mezőgazda, Budapest 2003
- Magyar halgasztronómia. Szigtim, Budapest 2003
- Magyar vadgasztronómia. Szigtim, Budapest 2003
- A szerelem gasztronómiája. Mezőgazda, Budapest 2004
- A magyar bor szellemisége. Hun-Idea, Budapest 2004
- A magyar konyha filozófiája. Püski, Budapest 2009
- Megszólalnak a jelképek. Püski, Budapest 2009[44]

### Romans
- A Sólyom embere útjai. Paginárum, Budapest 2001[45]
- A fehér tigris szellemének harcosa. Kairosz, Budapest 2004
- A Sólyom népe. Püski, Budapest 2010
- Atilla, a Hun üzenet. Püski, Budapest 2012[46]
- A Pozsonyi csata. Püski, Budapest 2013
- Koppány – A Fény harcosa. Püski, Budapest 2014
- 1526: a végzetes mohácsi úttévesztés – Béke vagy 150 év háború! Püski, Budapest 2015
- Végvári oroszlánok – Élni és halni a hazáért. Püski, Budapest 2016
- Nincs más út, csak a szabadság – Bocskai–Bethlen szabadságharc török szövetséggel. Püski, Budapest 2017
- A szabadságharcos – Egy élet 1956 szellemében. Üdki, Budapest 2018
- Atilla, the Hun message. Püski, Budapest 2018
- Atilla – Gelecek Nesillere Mesaj. Ostanbul, Kabalci 2018[47],[48]
- A Székely Hadosztály – Erdélyért! A magyar szabadságért! Püski, Budapest 2019
- Atatürk magyarjai – Visszavágás Trianonért. Püski, Budapest 2020
- The Hungarian Freedomfighter 1956, Püski, Budapest 2021
- Fenn az égen hun Nap ragyog – Az Ázsiai Hun Birodalom felemelkedése. Püski, Budapest 2021[45],[49]
- Atilla Sólyma. Püski, Budapest 2022
- A szkíta turul dinasztia örökösei. Püski, Budapest 2023

### Poésies
- Adj szabadságot vagy halált! - Gerilla-líra. Hun-Idea, Budapest 2004
- Kép a fán – Szakrális szerelem a dzsungelháborúban – Gerilla-líra II. Hun-Idea, Budapest 2005